# Uzak
Uzak is een Turkse dramafilm uit 2002 onder regie van Nuri Bilge Ceylan.

## Verhaal
Yusuf komt aan in Istanboel in de hoop op een beter leven. Hij vindt er onderdak bij zijn verre familielid Mahmut. Die realiseert zich echter door de komst van Yusuf dat zijn idealen ver van zijn werkelijke leven staan. Hij tracht daarom zijn gast kwijt te raken.

## Rolverdeling
- Muzaffer Özdemir: Mahmut
- Mehmet Emin Toprak: Yusuf
- Zuhal Gencer Erkaya: Nazan
- Nazan Kırılmış: geliefde
- Feridun Koç: conciërge
- Fatma Ceylan: moeder